# Haracz
Haracz – podatek pogłówny, pobierany przez państwo tureckie od każdego pełnoletniego chrześcijanina, zamieszkałego w Turcji.
W ciągu nieustannych i długich wojen między Polską a Turcją i Tatarami, termin ten przeszedł do języka polskiego i oznaczał okup i kontrybucję, wymuszoną przez nieprzyjaciela na części kraju, zamku lub mieście.
Obecnie to słowo kojarzy się z działalnością przestępczą, a w szczególności z przestępczością zorganizowaną. Tzw. wymuszanie haraczu w zamian za „opiekę” lub „ochronę” obiektów handlowych i gastronomicznych, często stanowi podstawowe źródło dochodów licznych grup przestępczych.